# Ґеорґе Костафору
Ґеорґе Костафору (рум. Gheorghe Costaforu; *26 жовтня 1816, Бухарест — †28 листопада 1876, Бухарест) — румунський політик, професор і юрист. Міністр закордонних справ Румунії. 

## Біографія
Доктор права в університеті Сорбонна, займався практикою в Саксонії і Австрії, є автором дослідження з питань європейської освіти. Базові висновки цього дослідження покладено в основу сучасного румунського вищої освіти. У 1864 за указом князя Александру Йоан Кузи був призначений першим ректором Бухарестського університету.
У 1871—1873 Костафору займав пост міністра закордонних справ Румунії, а з 1873 служив дипломатом Румунії в Відні. Був членом поміркованого крила Ліберальної партії.
У 1870-х роках брав участь у дуелі на шпагах з Ґеорґе Ем. Лаговарь, внаслідок якої був легко поранений.
З Васіле Боереску вважається одним із основоположників кримінального права Румунії.